# 中山门街道 (西安市)
中山门街道，是中华人民共和国陕西省西安市新城区下辖的一个乡镇级行政单位。

## 行政区划
中山门街道下辖以下地区：
中山社区、万达社区、昌仁里社区、新中社区、东新社区、安民里社区、东风坊社区、南北坊社区、群策巷社区、草场巷社区和勤民社区。